# Minnesota Vikings 2025
La stagione 2025 dei Minnesota Vikings sarà la 65ª della franchigia nella National Football League, la 10ª giocata allo U.S. Bank Stadium e la quarta con Kevin O'Connell come capo allenatore.

## Scelte nel Draft 2025
| Scelte dei Vikings nel Draft 2025 |                  |                       |       |            |
| Ordine del Draft                  | Ordine del Draft | Giocatore             | Ruolo | College    |
| Giro                              | Scelta           | Giocatore             | Ruolo | College    |
| 1                                 | 24               | Donovan Jackson       | G     | Ohio State |
| 3                                 | 102              | Tai Felton            | WR    | Maryland   |
| 5                                 | 139              | Tyrion Ingram-Dawkins | DT    | Georgia    |
| 6                                 | 201              | Kobe King             | LB    | Penn State |
| 6                                 | 202              | Gavin Bartholomew     | TE    | Pittsburgh |

## Staff
| Staff dei Minnesota Vikings |
| --- |
| Organi dirigenziali - Proprietario/chairman – Zygi Wilf - Proprietario/vice chairman – Leonard Wilf - Proprietario/presidente – Mark Wilf - Chief operating officer – Andrew Miller - General manager – Kwesi Adofo-Mensah - Vice presidente esecutivo delle operazioni del football – Rob Brzezinski - Vice presidente senior del personale dei giocatori – Ryan Grigson - Vice presidente delle operazioni del football – Demitrius Washington - Direttore del personale dai giocatori – Ryan Monnens - Assistente direttore del personale dei giocatori – Chisom Opara - Direttore del personale professionistico – Sam DeLuca - Direttore degli osservatori del college – Mike Sholiton - Assistente direttore degli osservatori del college – Pat Roberts - Dirigente del personale senior – Jamaal Stephenson Capo allenatore - Capo-allenatore: Kevin O'Connell - Assistente capo-allenatore – Mike Pettine - Assistente al capo-allenatore – Henry Schneider IV Altri allenatori - Preparatore atletico: Josh Hingst - Assistente p.a. – Derik Keyes - Assistente p.a. – Marquis Johnson Allenatori dell'attacco - Coordinatore offensivo – Wes Phillips - Quarterbacs – Josh McCown - Assistente coordinatore offensivo/assistente quarterback – Jordan Traylor - Coordinatore gioco sulle corse/running back – Curtis Modkins - Wide receiver – Keenan McCardell - Assistente wide receiver – Tony Sorrentino - Coordinatore gioco sui passaggi/tight end – Brian Angelichio - Offensive line – Chris Kuper - Assistente offensive line – Keith Carter - Coordinatore gestione del gioco/specialista gioco sui passaggi – Ryan Cordell - Assistente attacco senior – Chris O'Hara - Assistente attacco – Ben Ellefson - Controllo qualità attacco – Derron Montgomery Allenatori della difesa - Coordinatore difensivo – Brian Flores - Defensive line – Marcus Dixon - Assistente defensive line – Imarjaye Albury Sr. - Outside linebacker – Thad Bogardus - Assistente outside linebacker – Patrick Hill - Inside linebacker – Mike Siravo - Coordinatore gioco sui passaggi/defensive back – Daronte Jones - Safety – Michael Hutchings - Assistente difesa – Charlie Frye - Controllo qualità difesa – Chenzo Funari Allenatori dello special team - Coordinatore dello special team: Matt Daniels - Assistente special team – Dalmin Gibson |

## Roster
| Roster dei Minnesota Vikings |
| --- |
| Quarterback - 12 Nick Mullens - 19 Brett Rypien Running Back - 32 Ty Chandler - 30 C.J. Ham FB - 33 Aaron Jones Wide Receiver - 3 Jordan Addison - 8 Trishton Jackson - 18 Justin Jefferson - 83 Jalen Nailor - 4 Brandon Powell - 11 Trent Sherfield Tight End - 86 Johnny Mundt - 34 Nick Muse - 84 Josh Oliver Offensive Linemen - 56 Garrett Bradbury C - 64 Blake Brandel G - 71 Christian Darrisaw T - 69 Dan Feeney G - 67 Ed Ingram G - 65 Michael Jurgens C - 75 Brian O'Neill T - 76 David Quessenberry T - 78 Walter Rouse T Defensive Linemen - 90 Jonathan Bullard DE - 97 Harrison Phillips NT - 61 Jalen Redmond DE - 50 Levi Drake Rodriguez DE - 94 Taki Taimani NT - 99 Jerry Tillery DE Linebacker - 6 Brian Asamoah ILB - 51 Blake Cashman ILB - 58 Jonathan Greenard OLB - 54 Kamu Grugier-Hill ILB - 91 Patrick Jones II OLB - 0 Ivan Pace Jr. ILB - 15 Dallas Turner OLB - 43 Andrew Van Ginkel OLB - 52 Jihad Ward OLB Defensive Back - 24 Camryn Bynum FS - 21 Akayleb Evans CB - 2 Stephon Gilmore CB - 1 Shaquill Griffin CB - 26 Theo Jackson FS - 29 Dwight McGlothern CB - 44 Josh Metellus SS - 23 Fabian Moreau CB - 7 Byron Murphy CB - 22 Harrison Smith SS - 20 Jay Ward SS Special Team - 42 Andrew DePaola LS - 16 Will Reichard K - 17 Ryan Wright P Lista delle riserve - 5 Mekhi Blackmon CB (IR) - 63 Jeremy Flax T (IR) - 87 T.J. Hockenson TE (PUP) - 45 Jordan Kunaszyk ILB (IR) - 9 J.J. McCarthy QB (IR) - 59 Gabriel Murphy OLB (IR-DRF) - 66 Dalton Risner G (IR-DRF) - 36 NaJee Thompson CB (IR) Squadra di allenamento - 68 Henry Byrd G - 55 Andre Carter II OLB - 40 Dallas Gant ILB - 37 Myles Gaskin RB - 13 N'Keal Harry TE - 81 Lucky Jackson WR - 63 Ricky Lee T - 28 Bobby McCain FS - 35 Sammis Reyes TE - 98 Bo Richter OLB - 79 Tyrese Robinson G - 36 Zavier Scott RB - 89 Thayer Thomas WR - 85 Robert Tonyan TE - 38 Jaylin Williams CB - 92 Jonah Williams DE - 25 Nahshon Wright CB Roster aggiornato al 8 settembre 2024 53 attivi, 8 inattivi, 16 nella squadra di allenamento |
| Legenda - I rookie sono in corsivo. - Il primo ruolo è il principale mentre gli eventuali successivi indicano i ruoli secondari. - (IR) sta per Injured Reserve ed indica la lista ristretta per un solo giocatore infortunato che può tornare ad allenarsi dopo la settimana 6 e a rientrare in prima squadra dopo che questa ha giocato 8 partite. - (NF-Inj.) / (NF-Ill.) stanno rispettivamente per Non-Football Injured e Non-Football Illness ed indicano le liste dove viene inserito un giocatore che ha un infortunio o una malattia non dipendente dal football americano. - (PUP) sta per Physically Unable to Perform ed indica la lista dove viene inserito un giocatore mentre è in attesa di recuperare la condizione fisica. Nella stagione regolare dopo la sesta partita giocata dalla propria squadra, il giocatore ha tempo tre settimane per riprendere ad allenarsi, più tre settimane aggiuntive dal suo rientro agli allenamenti per rientrare in prima squadra. |

## Precampionato
Il 14 maggio 2025 furono annunciate le gare del precampionato.
| Precampionato |           |            |                      |           |        |                   |             |         |
| Settimana     | Data      | Ora (CT)   | Avversario           | Risultato | Record | Stadio            | TV          | Sintesi |
| 1             | 9 agosto  | 3:00 p.m.  | Houston Texans       | V 20-10   | 1-0    | U.S. Bank Stadium | Fox 9 (Fox) | Sintesi |
| 2             | 16 agosto | 12:00 p.m. | New England Patriots | S 12-20   | 1-1    | U.S. Bank Stadium | Fox 9 (Fox) | Sintesi |
| 3             | 22 agosto | 7:00 p.m.  | @ Tennessee Titans   | -         | -      | Nissan Stadium    | CBS         | -       |

## Stagione regolare

### Calendario
Il calendario della stagione regolare fu reso noto il 14 maggio 2025.
| Stagione regolare |                    |                    |                            |                    |                    |                                    |                    |                    |
| Settimana         | Data               | Ora (CT)           | Avversario                 | Risultato          | Record             | Stadio                             | TV                 | Sintesi            |
| 1                 | 8 settembre        | 7:15 p.m.          | @ Chicago Bears (M)        | -                  | -                  | Soldier Field                      | ESPN/ABC           | -                  |
| 2                 | 14 settembre       | 7:20 p.m.          | Atlanta Falcons (S)        | -                  | -                  | U.S. Bank Stadium                  | NBC                | -                  |
| 3                 | 21 settembre       | 12:00 p.m.         | Cincinnati Bengals         | -                  | -                  | U.S. Bank Stadium                  | CBS                | -                  |
| 4                 | 28 settembre       | 8:30 a.m.          | @ Pittsburgh Steelers (I)  | -                  | -                  | Croke Park (Dublino)               | NFL Network        | -                  |
| 5                 | 5 ottobre          | 8:30 a.m.          | @ Cleveland Browns (I)     | -                  | -                  | Tottenham Hotspur Stadium (Londra) | NFL Network        | -                  |
| 6                 | Settimana di pausa | Settimana di pausa | Settimana di pausa         | Settimana di pausa | Settimana di pausa | Settimana di pausa                 | Settimana di pausa | Settimana di pausa |
| 7                 | 19 ottobre         | 12:00 p.m.         | Philadelphia Eagles        | -                  | -                  | U.S. Bank Stadium                  | Fox                | -                  |
| 8                 | 23 ottobre         | 7:15 p.m.          | @ Los Angeles Chargers (T) | -                  | -                  | SoFi Stadium                       | Prime Video        | -                  |
| 9                 | 2 novembre         | 12:00 p.m.         | @ Detroit Lions            | -                  | -                  | Ford Field                         | Fox                | -                  |
| 10                | 9 novembre         | 12:00 p.m.         | Baltimore Ravens           | -                  | -                  | U.S. Bank Stadium                  | Fox                | -                  |
| 11                | 16 novembre        | 12:00 p.m.         | Chicago Bears              | -                  | -                  | U.S. Bank Stadium                  | Fox                | -                  |
| 12                | 23 novembre        | 12:00 p.m.         | @ Green Bay Packers        | -                  | -                  | Lambeau Field                      | Fox                | -                  |
| 13                | 30 novembre        | 3:05 p.m.          | @ Seattle Seahawks         | -                  | -                  | Lumen Field                        | Fox                | -                  |
| 14                | 7 dicembre         | 12:00 p.m.         | Washington Commanders      | -                  | -                  | U.S. Bank Stadium                  | Fox                | -                  |
| 15                | 14 dicembre        | 7:20 p.m.          | @ Dallas Cowboys (S)       | -                  | -                  | AT&T Stadium                       | NBC                | -                  |
| 16                | 21 dicembre        | 12:00 p.m.         | @ New York Giants          | -                  | -                  | MetLife Stadium                    | Fox                | -                  |
| 17                | 25 dicembre        | 3:30 p.m.          | Detroit Lions (T)          | -                  | -                  | U.S. Bank Stadium                  | Netflix            | -                  |
| 18                | 3/4 gennaio        | Da def.            | Green Bay Packers          | -                  | -                  | U.S. Bank Stadium                  | Da def.            | -                  |

Note:
- Gli avversari della propria division sono in grassetto.
- Il simbolo "@" indica una partita giocata in trasferta.
- (M) indica il Monday Night Football, (T) il Thursday Night Football, (S) il Sunday Night Football e (I) una partita delle NFL International Series.
- Dall'undicesimo al diciassettesimo turno si adotta una programmazione flessibile: le partite del Sunday Night Football, del Monday Night Football e del Thursday Night Football sono programmate in via provvisoria e sono eventualmente soggette a modifiche.
- Data e orario della gara del diciottesimo turno saranno stabilite dopo lo svolgimento del diciassettesimo turno.